# Ptychostomum inclinatum
Ptychostomum inclinatum là một loài Rêu trong họ Bryaceae. Loài này được (Sw. ex Brid.) J.R. Spence mô tả khoa học đầu tiên năm 2005.